# M60 (Mashreq)
De M60 is een primaire oost-westroute in het Internationaal wegennetwerk van de Arabische Mashreq, die door West-Saoedi-Arabië en Opper-Egypte loopt. De weg begint in Duba en loopt daarna via Port Safaga en Qina naar Mut.
M5 · 
M7 · 
M9 · 
M10 · 
M15 · 
M20 · 
M25 · 
M30 · 
M35 · 
M40 · 
M45 · 
M47 · 
M50 · 
M51 · 
M55 · 
M60 · 
M65 · 
M67 · 
M70 · 
M75 · 
M80 · 
M90 · 
M100